# Moravany (Řehlovice)
Moravany jsou malá vesnice, část obce Řehlovice v okrese Ústí nad Labem. Nachází se asi 5,5 kilometru východně od Řehlovic. V roce 2011 zde trvale žilo 51 obyvatel.
Moravany leží v katastrálním území Moravany u Dubic o rozloze 1,54 km².

## Historie
Nejstarší písemná zmínka pochází z roku 1408.

## Obyvatelstvo
Při sčítání lidu v roce 1921 zde žilo 113 obyvatel (z toho 55 mužů), z nichž byli dva Čechoslováci a 111 Němců. Kromě čtyř evangelíků se hlásili k římskokatolické církvi. Podle sčítání lidu z roku 1930 měla vesnice 120 obyvatel: tři Čechoslováky, 111 Němců a šest cizinců. Všichni byli římskými katolíky.
|                                                                              | 1869 | 1880 | 1890 | 1900 | 1910 | 1921 | 1930 | 1950 | 1961 | 1970 | 1980 | 1991 | 2001 | 2011 |
| ---------------------------------------------------------------------------- | ---- | ---- | ---- | ---- | ---- | ---- | ---- | ---- | ---- | ---- | ---- | ---- | ---- | ---- |
| Obyvatelé                                                                    | 136  | 151  | 123  | 111  | 121  | 113  | 120  | 63   | 54   | 44   | 33   | 19   | 28   | 51   |
| Domy                                                                         | 27   | 28   | 29   | 24   | 26   | 26   | 28   | 25   | .    | 9    | 6    | 7    | 8    | 18   |
| Počet domů z roku 1961 je zahrnut v celkovém počtu domů místní části Dubice. |      |      |      |      |      |      |      |      |      |      |      |      |      |      |

## Pamětihodnosti
- Moravanský vodopád
- Kříž litinový

## Galerie

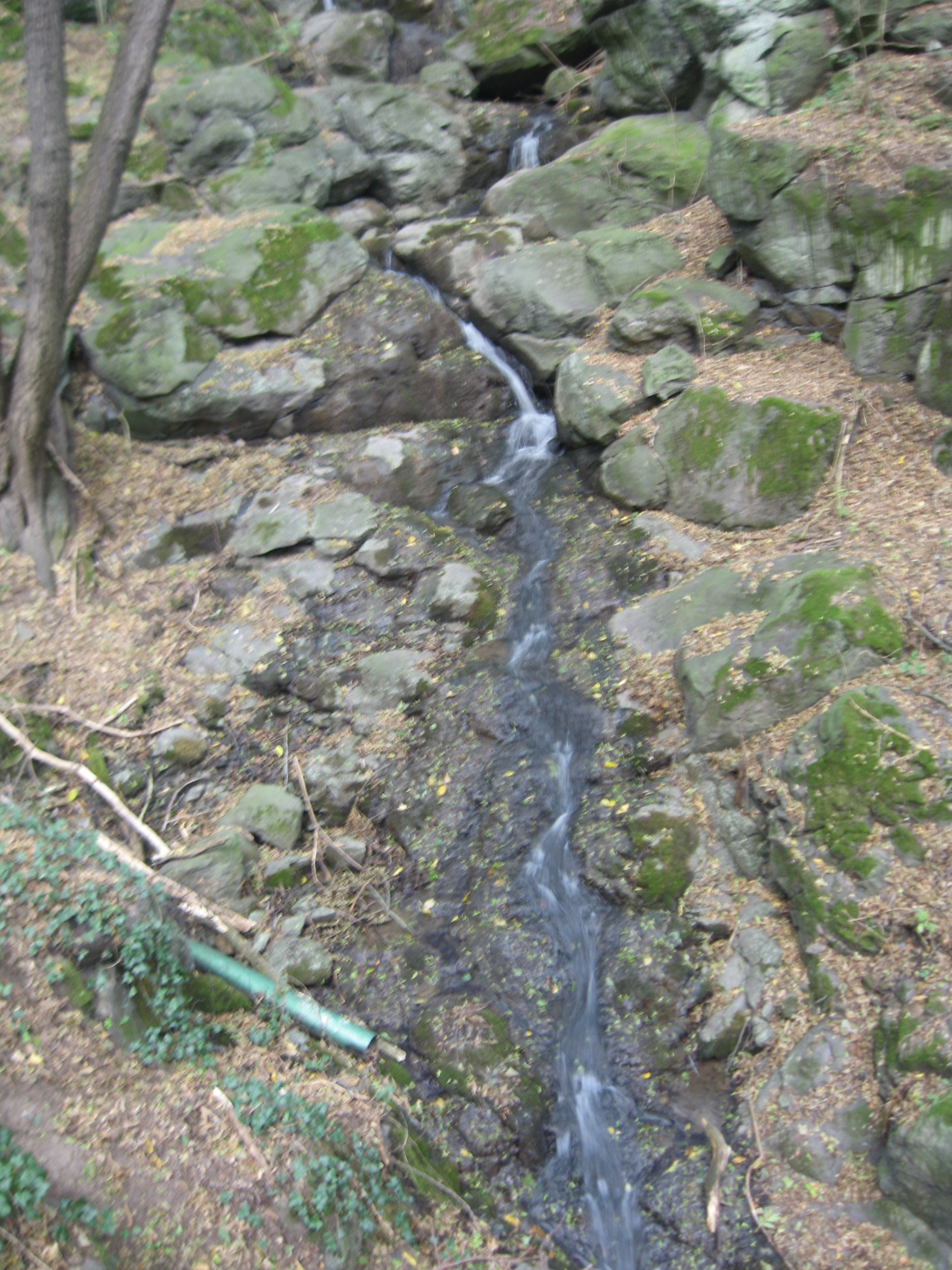
Moravanský vodopád
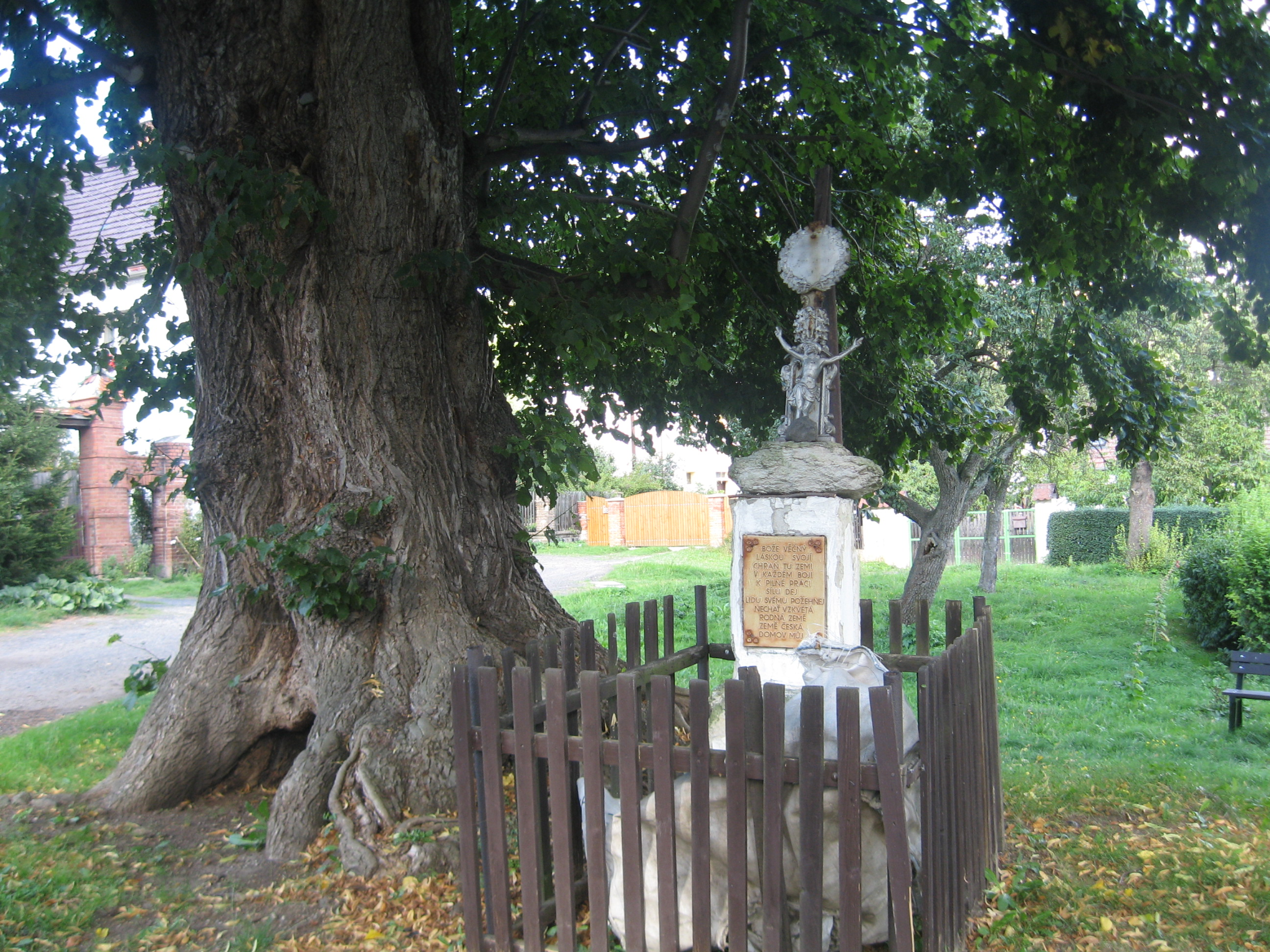
Litinový křížek na návsi